# Jérôme Turot
Pour les articles homonymes, voir Turot.
Jérôme Turot, né le 8 juillet 1954 à Boulogne-Billancourt, est un avocat français.
Titulaire d’une maîtrise en droit de l’université Panthéon-Assas et diplomé de l’Institut d'études politiques de Paris, il est ensuite admis à l'ENA, où il finit major de la promotion Voltaire.
Après sa sortie, il choisit de travailler pour le Conseil d'État, où il devient maître des requêtes en 1983. Il devient ensuite en 1986 conseiller technique pour le ministre Albin Chalandon au ministère de la Justice, avant de lancer en 1993 son propre cabinet d'avocat, spécialisé dans le traitement de contentieux, la négociation à l’amiable[réf. nécessaire] et l’assistance aux redressements fiscaux.
Il fait partie du premier cercle des conseillers du Rassemblement national,,.

## Publications
- 2008 : La Fiscalité racontée au médecin libéral, coauteur avec Marie Masclet de Barbarin, Maurice Cozian, Jean-Claude Chocque. Litec Fiscal.  (ISBN 9782-711007943)
- 2019 : Les intox fiscales: Pour en finir avec les idées reçues, coauteur avec Philippe Bruneau, Jean-François Desbuquois, Bernard Monassier, Jean-Yves Mercier, Pascal Lavielle, Frédéric Poilpré, Rémi Gentilhomme, Jean-François Desbuqois. Ed. Francis Lefebvre.  (ISBN 978-2368934845)
- 2020 : Le fisc tout puissant, coauteur avec Philippe Bruneau, Charles Ménard, Jean-Yves Mercier et Bernard Monassier. Ed. Francis Lefebvre.  (ISBN 978-2368935439)